# Cabimas
Cabimas – miasto w Wenezueli, w stanie Zulia, położone w północno-zachodniej części kraju, nad Jeziorem Maracaibo.
Osada założona została w 1758 roku.
Ośrodek wydobycia i rafinacji ropy naftowej, port eksportu ropy naftowej i jej przetworów.